# Promote Ukraine
Promote Ukraine (українською Промоут Юкрейн) — некомерційна медіаплатформа Брюсселя для обміну досвідом між експертами та представниками громадянського суспільства України та ЄС. 

## Історія створення
Промоут Юкрейн була створена Мартою Барандій та групою однодумців у травні 2014 як громадська організація Бельгії. Першими публічним заходами ГО були організація виступу Юлії Марушевської перед активістами м. Антверпен (Бельгія), святкування Дня незалежності 2014 та благодійного показу мод.

## Мета
Відповідно до цілей, заявлених на офіційному сайті організації, її діяльність спрямована посилити голос українського громадянського суспільства в Європі та, зокрема, в Бельгії. У рамках цих завдань Промоут Юкрейн регулярно проводить заходи, присвячені різним аспектам соціального, економічного, політичного та культурного життя українців в Україні та за кордоном.

## Діяльність
Як медіаплатформа Промоут Юкрейн функціонує онлайн, публікуючи на своєму офіційному сайті новини геополітичного характеру, що мають відношення до європейської інтеграції України та військової агресії Росії. Промоут Юкрейн видає також друкований двомовний щоквартальний журнал Огляд Україна Брюсель, який поширює серед політиків України та ЄС.
Як громадська організація Промоут Юкрейн проводить культурні та просвітницькі заходи на території ЄС та в Україні.   
ГО позиціонує себе як політично нейтральну, хоча святкування Дня незалежності України в Брюсселі у 2017 році відбулося при підтримці Християнських демократів і фламандців. З 2020 року Промоут Юкрейн провела ряд онлайн заходів спільно з VoxUkraine
У березні 2021 року Промоут Юкрейн започаткувала флешмоб #StopRussianBrutality, до якого долучились депутати Європейського парламенту і відомі діячі України та ЄС

## Проекти
- Promote Ukraine Image. Метою проекту є дослідження іміджу України та проведення заходів, присвячених обговоренню та покращенню іміджу України та українців. Так, Promote Ukraine відзняла короткий документальний фільм до референдуму у Нідерландах «7 історій про Україну вустами нідерландців»[12].Також у червні 2017, активісти провели круглий стіл у Києві «Імідж України в Європі», на якому українські та європейські експерти обговорили актуальні проблеми українського іміджу[13].
- Promote Ukraine Language. Метою проекту є підвищення обізнаності як іноземців, так і українців про українську мову та літературу, сприяння вивченню української мови іноземцями та українцями діаспори. Серед результатів проекту підтримка суботньої школи «Совенятко» (раніше «Дошкільнятко»). Також при сприянні Promote Ukraine бельгійський дослідник Нілс Смітс випустив підручник «Українська мова для нідерланомовних».[14]. У 2021 році при підтримці Промоут Юкрейн і Посольства України в Бельгії було відкрито першу українську літературну колекцію в комунальній бібліотеці Брюсселя[15][16].
- Promote Ukraine News. Проект був створений з метою боротьби із російською пропагандою у Європі, зокрема, у питаннях, що стосуються України. Організація почала регулярно випускати інформаційні матеріали на зазначену тему, та стала дописувачем EastStratcom — проекту Євросоюзу, що відслідковує факти дезінформації[17]. Організація співпрацювала з Сегодня над висвітленням новин про Україну в іноземних ЗМІ (серія випусків «ИноСМИ об Украине»)[18][19] та з Mind.ua[20].

## Критика
У 2018 році виник конфлікт між декількома нідерландськими ЗМІ та Promote Ukraine через те, що окремі публікації цих ЗМІ були класифіковані Promote Ukraine як такі, що містять фейкові новини, про що організація інформувала the East Stratcom. Promote Ukraine була звинувачена в необ'єктивності і упередженості через назву організації та її цілі.